# Aeolochroma discolor
Aeolochroma discolor là một loài bướm đêm trong họ Geometridae.